# Casa Stojanovich din Timișoara
Casa Johann Stojanovich apare pe planurile Timișoarei începând din anul 1758 și este situată pe str. Emanoil Ungureanu la nr. 8. Deși face parte din Situl urban Cartierul „Cetatea Timișoara”, cod LMI TM-II-s-A-06095, este clasificată și individual ca monument istoric, cu codul LMI TM-II-m-B-20931.
În perioada interbelică în clădire a funcționat Cafeneaua Spieluhr, loc de întâlnire a intelectualității și loc de funcționare a unui cenaclu literar.

## Istoric
În 1758 exista casa, aliniată pe colțul dintre actualele străzi Emanoil Ungureanu și Gheorghe Lazăr, cu fonturi pe ambele străzi. În 1827 pe casă exista inscripția „AW”, inițiale ale proprietarului. Din 1828 casa i-a aparținut lui Johann Stojanovich (ortografiat și Stojanovits), iar la 1840 în ea funcționa ospătăria „La Palatin” (Weidl). În 1923 aici se găsea „Centrala textilă” a lui Friedmann și Rosenberg.
După 1989, până în 2012, clădirea a găzduit Muzeul Memorialul Revoluției. Tot în această perioadă la parter a fost amenajată o capelă interconfesională, cu o pictură originală reprezentând pe Sf. Iosif cel Nou de la Partoș și Sf. Gerard. Actual în clădire funcționează localuri și prăvălii.

### Cafeneaua Spieluhr
În perioada interbelică în clădire funcționa restaurantul de lux Spieluhr, respectiv Cafeneaua Spieluhr. Aceasta era frecventată de scriitori, artiști plastici, actori, jurnaliști și muzicieni, dintre care unii locuiau sau își aveau atelierele în apropiere, alții erau funcționari la instituțiile din zonă: primărie, Muzeul Banatului. În perioada 1939–1945 în cafenea s-a ținut un cenaclu literar condus de Romul Ladea, refugiat de la Cluj.

## Descriere

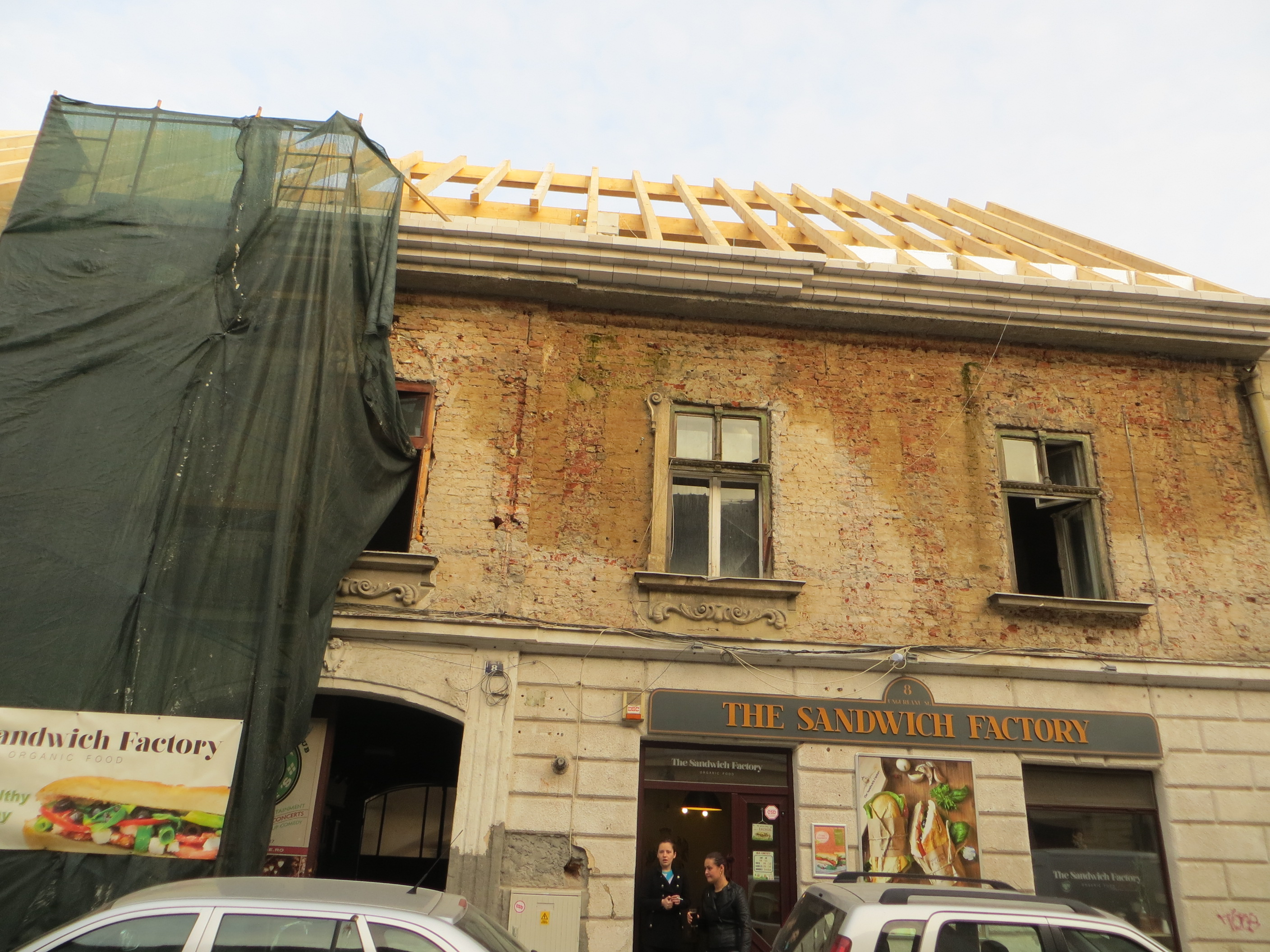
Aspect din timpul reabilitării

În 1828 casa figura ca având 139 de stânjeni pătrați (c. 500 m2). Este o clădire în stil neobaroc Parterul este decorat cu bosaje clasiciste, la fel și colțurile fațadelor. Ferestrele de la etajul întâi sunt decorate cu frontoane neobaroce. Poarta de intrare are deasupra un arc în mâner de coș de influență barocă. În curtea interioară apar cursive pe console din piatră naturală, iar la etajul întâi arce în plin cintru (Rundbogenstil). Clădirea a fost reabilitată în 2015.